# 小行星15417
小行星15417（15417 Babylon）是一颗绕太阳运转的小行星，为主小行星带小行星。该小行星于1998年2月27日发现。

## 轨道参数
小行星15417的轨道半长轴为3.9590746 UA，离心率为0.049。